# Бобровицький район
Бобро́вицький райо́н — колишній район, який розташовувався на півдні Чернігівської області з центром у місті Бобровиця.

## Географія
Межував із Козелецьким, Носівським районами Чернігівської та із Згурівським, Баришівським і Броварським районами Київської області. 
Територія району становила 1501,1 квадратного кілометра, населення — 34,1 тисячі осіб. Густота населення — 24,6 осіб на км². Через територію колишнього району пролягають автошлях Київ-Суми та залізниця Київ-Москва. 54 населені пункти. У геоморфологічному відношенні територія відноситься до Лівобережної Придніпровської рівнини, розміщеної на древній терасі Дніпра.
На території колишнього району є 221 водойма загальною площею 319,7 га, серед них 79 — площею понад 0,5 га: 1 озеро, 2 ставки руслові, 1 ставок наливний, 75 ставків копаней. Площа земель лісового фонду — 21,3 тис. га.
Також є Новобасанське та Вороньківське родовища суглинку, що не розробляються.

### Природно-заповідний фонд
Природно-заповідний фонд включає 32 об'єкти. Всі вони — місцевого значення.

#### Ботанічні заказники
Кобижчанська Дача, Кобижчанська Дача-І, Коляжинська Дача, Лиса Гора, Лутава, Новоселицька Дача.

#### Гідрологічні заказники
Біле, Болото «Супій», Бурчак, Велике, Грабівське, Грабівщина, Зміїне, Кімове, Козарське, Лелечине, Окське, Подаровське, Свидовецький, Старобасанське, Студачкове, Турчинове, Черепаха.

#### Ландшафтні заказники
Кобижчанська Дача-ІІ.

#### Ботанічні пам'ятки природи
Дуб Павла Тичини, Липа Павла Тичини, Марківецький дуб.

#### Гідрологічні пам'ятки природи
Свята криниця (с. Піски), Свята криниця (с. Старий Биків).

#### Заповідні урочища
Діброва, Дідове, Миничин Ріг.

## Історія
Археологічні пам'ятки — поселення, кургани, городища свідчать про те, що територія району була заселена вже у ІІ тисячолітті до н. е.
Перша згадка про Бобровицю датована XIV ст. У XVII–XVIII ст. була сотенним містечком Київського полку, з 1782 р. — волосним центром.
За матеріалами Державної надзвичайної комісії по розслідуванню злочинів німецько-нацистських окупантів з 1941 по 1943 рр. було знищено та поховано на території Бобровицького та Новобасанського районів 2 626 цивільнох громадян та військовополонених, вивезено на примусові роботи до Німеччини 2 308 ос. 
В процесі роботи над Книгою Скорботи Чернігівської області були встановлені імена 3107 загиблих під час Німецько-радянської війни мешканців Бобровицького району. Серед них 3054 українця, 29 росіян, 17 євреїв; жінок — 1 228, чоловіків — 1 032, дітей — 847; розстріляно — 1 795 ос., страчено у в'язниці — 378 ос., спалено — 319 ос., розстріляно та спалено — 264 ос., загинуло під час артобстрілів та бомбардувань — 160 ос., вивезено в невідомому напрямку — 150 ос., не повернулось з примусових робіт — 24 ос., померло від поранень та після катувань — 7 ос., повішено — 6 ос., загинуло в концтаборах — 6 ос., підірвалось на міні — 5 ос.; у 1941 р. загинуло 33 ос., у 1942 р. — 2 023 ос., у 1943 р.- 1 044 ос., від наслідків війни — 7 осіб. Імена загиблих цивільних громадян встановлені: за документами Державного архіву Чернігівської області — 2 543 ос., за матеріалами міської та сільських рад — 1 865 ос., за повідомленнями рідних загиблих — 16 осіб.
1972 року населення району налічувало 75 900 осіб (сільського — 62,5 тис.). Міській, селищній та 21 сільській Радам було підпорядковано 55 населених пунктів. У економіці провідне місце належало сільськогосподарському виробництву. 4 радгоспи, 27 колгоспів і Майнівський радгосп-технікум мали 101,5 тис. га сільськогосподарських угідь, у т. ч. 84,52 тис. га орної землі. У районі було 11 промислових підприємств, серед них — Бобровицький на Новобиківський цукрозаводи. Населення обслуговували 60 медичних закладів, 49 загальноосвітніх шкіл (14 середніх, 13 восьмирічних, 20 початкових і 2 допоміжні, 10250 учнів), Майнівський радгосп-технікум (1210 учнів), дитяча музична школа, 15 будинків культури, 29 клубів, 74 бібліотеки, 37 кіноустановок.

### Історія району
Район заснований  7 березня 1923 року як складова Ніжинської округи з частини території Козелецького повіту (з волостей: Бобровицької, Ярославської, Щаснівської) Чернігівської губернії. Постановою ВУЦВК і РНК УСРР 10 грудня 1924 року №313 Про зміну адміністраційно-територіяльного поділу Чернигівщини, п.17. перечислити с. с. Марківці, Рудьківку й Заворичі і с. с. Макарівку, Сухінку й Холмівці, Козелецького району, НіжинськоІ округи до складу Бобровицького району тої самої округи. Тією ж постановою: п.16. перечислити хут. Піски, Бобровицького району, Ніжинської округи до складу Ново-Басанського району.
1925 року район мав площу 603,8 км², населення — 40 тис. осіб, сільрад — 14. Пізніше до району відійшла більша частина Кобижчанського (1923–1930) та Новобасанського (1923–1959) районів, а також частина Козелецького району.
05.02.1965 Указом Президії Верховної Ради Української РСР передано сільради Бобровицького району: Ганнівську та Софіївську — до складу Носівського району, Терешківську — до складу Ніжинського району, а Свидовецьку Носівського району — до складу Бобровицького району.
Район ліквідований Постановою Верховної Ради України "Про утворення та ліквідацію районів" №807-ІХ від 17.07.2020 р.

## Економіка

### Бюджет
2013 року основний бюджет становив 117,8748 млн грн із загального фонду та 6,4386 млн грн зі спеціального фонду. Бюджет був дотаційний на 61,5 %. Бездотаційними були бюджети таких населених пунктів: Білоцерківці, Браниця, Горбачі, Козацьке, Нова Басань, Олександрівка, Соколівка, Свидовець.

### Виробництво
Спеціалізація району — виробництво зернових та технічних культур, виробництво молока та м'яса ВРХ і свинини. Серед продукції сільського господарства домінує рослинництво — 94 %. Загальна площа угідь — 108,7 тис. га, з них рілля — 90,5 тис. га.
На території колишнього Бобровицького району працюють 53 сільськогосподарські та 5 промислових підприємств:
- ПАТ «Бобровицький молокозавод».
- Бобровицька друкарня.
- ТОВ «Земля і Воля» (Бобровиця) — виробництво продуктів борошномельно-круп'яної промисловості, кормів для тварин. Директор — Л. Г. Яковишин.[5]
- Бобровицький хлібзавод.
- ТОВ «Адам-компані» (Новий Биків) — виробництво безалкогольних напоїв.

### Підприємництво
На початок 2014 року налічувалося суб'єктів малого підприємництва: 104 юридичні особи та 795 фізичних осіб-підприємців.

### Електромережі
Бобровицький район електричних мереж (РЕМ) експлуатує 1437 км повітряних ліній 10-0,4 кВ, 6,7 км кабельних ліній 10-0,4 кВ, 349 трансформаторних підстанцій 10-6 кВ. Персонал РЕМ становить 84 особи.
В районі було 23 825 побутових споживачів, 285 споживачів — юридичних осіб. Відпуск електроенергії за рік становив 29 653 тис. кВт.-год.

## Населення
Розподіл населення за віком та статтю (2001)
| Стать | Всього | До 15 років | 15-24 | 25-44 | 45-64 | 65-85 | Понад 85 |
| --- | ------ | ----------- | ----- | ----- | ----- | ----- | -------- |
| Чоловіки | 17 816 | 3060        | 2339  | 4656  | 4869  | 2757  | 135      |
| Жінки | 23 176 | 2942        | 2343  | 4492  | 6185  | 6527  | 687      |
| \| Статево-вікова піраміда \| Статево-вікова піраміда \| Статево-вікова піраміда \| \| ----------------------- \| ----------------------- \| ----------------------- \| \| Чоловіки \| Вік \| Жінки \| \| 135 \| 85 + \| 687 \| \| 199 \| 80-84 \| 930 \| \| 615 \| 75-79 \| 1880 \| \| 1003 \| 70-74 \| 2212 \| \| 940 \| 65-69 \| 1505 \| \| 1642 \| 60-64 \| 2440 \| \| 818 \| 55-59 \| 1136 \| \| 1144 \| 50-54 \| 1317 \| \| 1265 \| 45-49 \| 1292 \| \| 1303 \| 40-44 \| 1221 \| \| 1147 \| 35-39 \| 1128 \| \| 1078 \| 30-34 \| 1066 \| \| 1128 \| 25-29 \| 1077 \| \| 1033 \| 20-24 \| 1044 \| \| 1306 \| 15-20 \| 1299 \| \| 1296 \| 10-14 \| 1269 \| \| 988 \| 5-9 \| 950 \| \| 776 \| 0-4 \| 723 \| |        |             |       |       |       |       |          |
| Статево-вікова піраміда |        |             |       |       |       |       |          |
| Чоловіки | Вік    | Жінки       |       |       |       |       |          |
| 135 | 85 +   | 687         |       |       |       |       |          |
| 199 | 80-84  | 930         |       |       |       |       |          |
| 615 | 75-79  | 1880        |       |       |       |       |          |
| 1003 | 70-74  | 2212        |       |       |       |       |          |
| 940 | 65-69  | 1505        |       |       |       |       |          |
| 1642 | 60-64  | 2440        |       |       |       |       |          |
| 818 | 55-59  | 1136        |       |       |       |       |          |
| 1144 | 50-54  | 1317        |       |       |       |       |          |
| 1265 | 45-49  | 1292        |       |       |       |       |          |
| 1303 | 40-44  | 1221        |       |       |       |       |          |
| 1147 | 35-39  | 1128        |       |       |       |       |          |
| 1078 | 30-34  | 1066        |       |       |       |       |          |
| 1128 | 25-29  | 1077        |       |       |       |       |          |
| 1033 | 20-24  | 1044        |       |       |       |       |          |
| 1306 | 15-20  | 1299        |       |       |       |       |          |
| 1296 | 10-14  | 1269        |       |       |       |       |          |
| 988 | 5-9    | 950         |       |       |       |       |          |
| 776 | 0-4    | 723         |       |       |       |       |          |

Національний склад населення за даними перепису 2001 року:
| Національність | Кількість осіб | Відсоток |
| -------------- | -------------- | -------- |
| українці       | 40000          | 97,58 %  |
| росіяни        | 658            | 1,61 %   |
| білоруси       | 134            | 0,33 %   |
| румуни         | 38             | 0,09 %   |
| вірмени        | 34             | 0,08 %   |
| інші           | 129            | 0,31 %   |

Мовний склад населення за даними перепису 2001 року:
| Мова       | Кількість осіб | Відсоток |
| ---------- | -------------- | -------- |
| українська | 40125          | 97,88 %  |
| російська  | 717            | 1,75 %   |
| білоруська | 58             | 0,14 %   |
| вірменська | 24             | 0,06 %   |
| румунська  | 20             | 0,05 %   |
| інші       | 49             | 0,12 %   |

## Освіта
У районі було 16 середніх, 14 восьмирічних, 23 початкові школи й Коледж економіки та менеджменту ім. О. Майнової [Архівовано 9 квітня 2022 у Wayback Machine.]. Крім того, є Старобасанська допоміжна та Тимківська лісова школи. У Бобровиці, Новій Басані та Марківцях працюють дитсадки.

## Релігія
Діє 21 храм, що відноситься до Бобровицького благочиння Ніжинської єпархії Української православної церкви (Московського патріархату):
1. м. Бобровиця райцентр Михайлівський храм
2. с. Білоцерківці Бобровицького р-ну Храм свят. Феодосія
3. с. Веприк Бобровицького р-ну Свято-Духівський храм
4. с. Горбачі Бобровицького р-ну Храм Різдва Іоанна Предтечі
5. с. Кобижча Бобровицького р-ну Троїцький храм
6. с. Кобижча Бобровицького р-ну Успенський храм
7. с. Козацьке Бобровицького р-ну Миколаївський храм
8. с. Макарівка Бобровицького р-ну Храм вмц. Параскеви
9. с. Марківці Бобровицького р-ну Успенський храм
10. с. Новий Биків Бобровицького р-ну Успенський храм
11. с. Озеряни Бобровицького р-ну Миколаївський храм
12. с. Олександрівка Бобровицького р-ну Храм прп. Лаврентія
13. с. Осокорівка Бобровицького р-ну Храм свят. Феодосія
14. с. Петрівка Бобровицького р-ну Петропавлівський храм
15. с. Піски Бобровицького р-ну Троїцький храм
16. с. Рудьківка Бобровицького р-ну Миколаївський храм
17. с. Свидовець Бобровицького р-ну Храм Різдва Богородиці
18. с. Стара Басань Бобровицького р-ну Спасо-Преображенський храм
19. с. Сухиня Бобровицького р-ну Петропавлівський храм
20. с. Щаснівка Бобровицького р-ну Покровський храм
21. с. Ярославка Бобровицького р-ну Покровський храм

## Культура
В місті Бобровиця знаходиться Бобровицький районний історико-краєзнавчий музей.
Народний аматорський хор Бобровицького районного будинку культури, створений у 1991, є постійним учасником обласних оглядів, фестивалів, урочистих концертів. Керівник хору — Катерина Калініченко, заслужений працівник культури України. З 1995 хору присвоєно звання «народний аматорський».
Під керівництвом Катерини Калініченко в Бобровицькому районному будинку культури також працює вокальний жіночий ансамбль «Купальська квітка».

## Політика
25 травня 2014 року відбулися Президентські вибори України. У межах Бобровицького району була створена 41 виборча дільниця. Явка на виборах складала — 66,92% (проголосували 17 665 із 26 399 виборців). Найбільшу кількість голосів отримав Петро Порошенко — 53,97% (9 534 виборців); Юлія Тимошенко — 22,63% (3 998 виборців), Олег Ляшко — 13,13% (2 319 виборців), Анатолій Гриценко — 2,99% (528 виборців). Решта кандидатів набрали меншу кількість голосів. Кількість недійсних або зіпсованих бюлетенів — 0,80%.

## ЗМІ
- «Наше життя» — районна газета.
- Телекомпанія «Обрій».

## Особи
Див. також Категорія:Уродженці Бобровицького району
- Костюк Василь Іванович (1932, с. Катеринівка) — український журналіст, письменник.
- Лопата Василь Іванович (1941, с. Нова Басань) — український художник і письменник. Лауреат Національної премії імені Тараса Шевченка, народний художник України, лауреат Національної премії України ім. Т. Г. Шевченка, автор сучасної української гривні.
- Проценко Володимир Миколайович[12] (26 січня 1954, с. Запоріжжя) — український письменник, журналіст, член Національної спілки письменників України, заслужений діяч мистецтв України, лауреат міжнародної літературної премії ім.Івана Багряного, Всекримської літературної премії ім.Степана Руданського, літературної премії Військово-Морських Сил Збройних Сил України ім. адмірала Ярослава Окуневського, Літературної премії Кабінету Міністрів України "Золоте перо України".
- Рощепій Яків Устинович (с. Осовець) — винахідник автоматичної гвинтівки та самохідного комбайну;
- Тичина Павло Григорович (с. Піски) — український поет, засновник українського літературного модерну початку XX століття, науковець, громадський діяч.